# 2020年東京パラリンピック

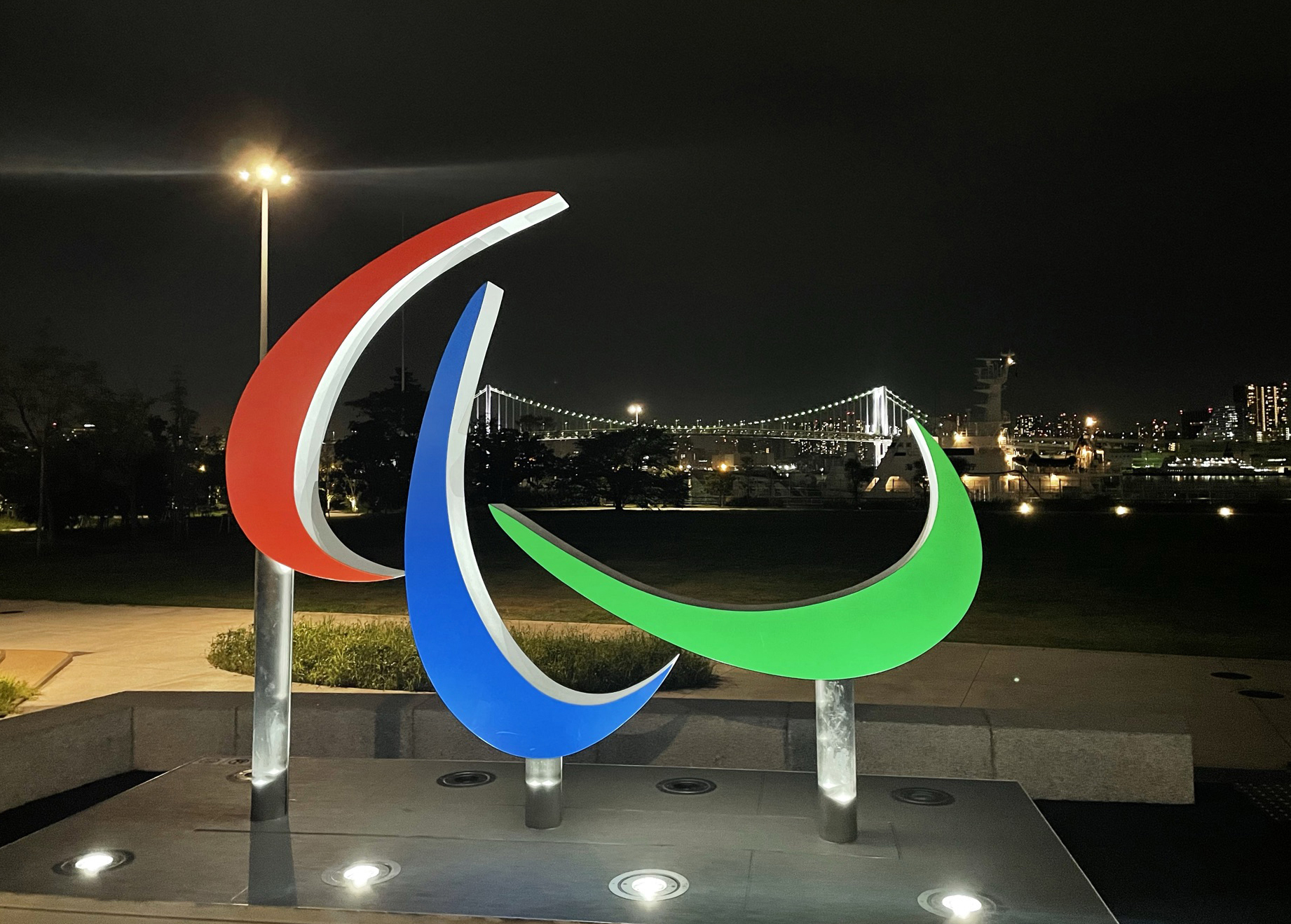
パラリンピックのロゴデザインの“スリーアギトス”を表すモニュメント（東京会場）

東京2020パラリンピック競技大会（とうきょうニーゼロニーゼロパラリンピックきょうぎたいかい、英語:TOKYO 2020）は、2021年（令和3年）8月24日から9月5日までの13日間、日本の東京都で開催された、第16回夏季パラリンピックである。「東京パラ」と略されることもある。

## 概要
2013年9月の第125次IOC総会で、オリンピックと共に開催都市が東京に決定した。東京での開催は1964年の第2回大会以来で、同一都市での複数回開催は夏の大会では初となった。大会組織委員会は東京オリンピック・パラリンピック競技大会組織委員会 (TOCOG) 。大会名誉総裁は天皇徳仁。
新型コロナウイルス感染症 (COVID-19) の世界的流行を受け、2020年夏の開催日程（同年8月25日開会）から1年延期して開催された。大会延期により開催年は変わるが「東京2020」の名称に変更はない。なお、公用文では第十六回パラリンピック競技大会の表記も用いられている。
観客については新型コロナの感染状況を踏まえ、2021年8月16日に行われた日本国政府・大会組織委員会・東京都・IPCによる協議の結果、オリンピックでは観客を入れた上で開催した静岡県を含む全会場において、無観客での開催が決定した。ただし、学校単位で生徒や児童らが参加する学校連携観戦プログラムについては希望者のみで実施する。

## 参加国・地域
2021年6月16日の時点で、競技1つ以上の出場枠を獲得した国と地域の数から、出場国数は168になり、史上最多になるとの見通しであった。
しかし、南スーダンは国際パラリンピック委員会（IPC）に加盟するのが困難になったとして、サモアや朝鮮民主主義人民共和国（北朝鮮）なども新型コロナウイルスの影響や政府方針により、それぞれ大会への参加を断念した。これにより、過去最多だった2012年ロンドンパラリンピックの出場国数である164を下回り、162の国と地域並びに難民選手団となった。このうち、ブータン、グレナダ、ガイアナ、モルディブ、パラグアイ、セントビンセント・グレナディーンが初参加となった。参加人数は約4400人となった。
前回2016年リオデジャネイロパラリンピックで参加を認められなかったロシアは、「RPC」名義として参加、国家としての出場ではないものの2大会ぶりの復帰となった。
なお、アフガニスタンは同国の政権崩壊による混乱のために出国が困難であるとして、当初は大会への参加を断念することを表明。開会式では選手団を代行して、大会ボランティアが国旗を持って行進した。その後、オーストラリア政府がカーブルに足止めされていた選手2人とその家族ら合計95人に緊急ビザを発給し、8月25日にオーストラリア空軍の飛行機でカーブルを脱出しドバイを経由後にパリに移動。選手が本大会への参加を希望したため、同月28日夜に東京に到着し、以降の競技に参加できることとなった。

## 実施競技
本大会では22競技539種目が開催される。2015年1月31日にアラブ首長国連邦の首都アブダビで行われた国際パラリンピック委員会（IPC）の理事会で、新競技にバドミントンとテコンドーが採用された。逆に脳性まひ者7人制サッカー（CPサッカー）とセーリングは削除された。

| - アーチェリー（競技別詳細） - 陸上競技（競技別詳細） - ボッチャ（競技別詳細） - 自転車競技（パラサイクリング、競技別詳細） - ロード - トラック - 馬術（競技別詳細） - 5人制サッカー（競技別詳細） - ゴールボール（競技別詳細） - 柔道（競技別詳細） - カヌー（スプリント）（パラカヌー、競技別詳細） - トライアスロン（パラトライアスロン、競技別詳細） | - パワーリフティング（競技別詳細） - ボート（競技別詳細） - 射撃（競技別詳細） - 水泳（競技別詳細） - 卓球（パラ卓球、競技別詳細） - シッティングバレーボール（競技別詳細） - 車いすバスケットボール（競技別詳細） - 車いすフェンシング（競技別詳細） - 車いすラグビー （競技別詳細） - 車いすテニス （競技別詳細） - バドミントン（パラバドミントン、競技別詳細） - テコンドー（パラテコンドー、競技別詳細） |

## 開会式・閉会式
開会式での開会宣言は今上天皇が実施した。1964年東京パラリンピックでは、大会組織委員会名誉総裁で当時皇太子であった明仁上皇が実施した。当大会の大会組織委員会は2020年東京オリンピックと同一であり、名誉総裁は今上天皇が務めた。

## 大会スポンサー
※ 公式サイトの表示順
「一業種1社」が原則だが、IOCと協議の上、特例で複数社が共存したスポンサーもある。
「ワールドワイドパラリンピックパートナー」
- アトス
- ブリヂストン（ゴールドパートナー[26]）
- コカ・コーラ（ゴールドパートナー[27][28]）
- パナソニック（ゴールドパートナー[29]）
- サムスン電子 （ゴールドパートナー[30]）
- トヨタ自動車
- Visa（ゴールドパートナー[31]）

|                                              | 企業                                 | 契約カテゴリー | 契約締結日     |
| -------------------------------------------- | ------------------------------------ | --- | -------------- |
| 東京2020パラリンピックゴールドパートナー     |                                      | |                |
| G                                            | アリババグループ                     | クラウドサービス/Eコマースプラットフォームサービス |                |
| G                                            | ゼネラル・エレクトリック             | 発電・送配電システム、医療用画像診断・情報システム、照明機器およびシステム、輸送管理システム、鉄道輸送システム、航空機エンジン、オイル＆ガス設備、水処理システム |                |
| G                                            | オメガ                               | 時計、計時、得点記録および会場結果 |                |
| G                                            | プロクター・アンド・ギャンブル       | パーソナルケアおよびハウスホールドケア製品 | 2018年08月24日 |
| G                                            | アサヒビール                         | ビール&ワイン | 2015年01月27日 |
| G                                            | アシックス                           | スポーツ用品 | 2015年04月06日 |
| G                                            | キヤノン                             | スチルカメラ/デスクトップ・プリンター | 2015年02月18日 |
| G                                            | ENEOS                                | 石油、ガス、電気供給 | 2015年03月18日 |
| G                                            | 東京海上日動                         | 損害保険 | 2015年03月20日 |
| G                                            | 日本生命                             | 生命保険 | 2015年03月20日 |
| G                                            | NEC                                  | パブリックセーフティ先進製品/ネットワーク製品、業務用無線システム                                                                                                | 2015年02月19日 |
| G                                            | NTT                                  | 通信サービス | 2015年01月26日 |
| G                                            | 野村ホールディングス                 | 証券 | 2015年03月25日 |
| G                                            | 富士通                               | データセンターパートナー | 2015年02月19日 |
| G                                            | みずほフィナンシャルグループ         | 銀行 | 2015年04月14日 |
| G                                            | 三井住友フィナンシャルグループ       | 銀行 | 2015年04月14日 |
| G                                            | 三井不動産                           | 不動産開発 | 2015年04月20日 |
| G                                            | 明治                                 | 乳製品・菓子 | 2015年10月15日 |
| G                                            | LIXIL                                | 住宅設備部材&水回り備品 | 2015年11月26日 |
| 東京2020パラリンピックオフィシャルパートナー |                                      | |                |
| O                                            | airbnb                               | ユニークな宿泊施設、体験サービス/オリンピアンによる体験サービス                                                                                                  |                |
| O                                            | 味の素                               | 調味料、乾燥スープ、アミノ酸ベース顆粒、冷凍食品、コーヒー豆、インスタントコーヒー/粉・顆粒                                                                      | 2016年03月28日 |
| O                                            | アース製薬                           | 家庭用殺虫剤、虫よけ、肥料、培養土および除草剤 | 2017年10月27日 |
| O                                            | EF Education First                   | 語学トレーニング | 2016年07月05日 |
| O                                            | エアウィーヴ                         | 寝具 | 2016年04月27日 |
| O                                            | キッコーマン                         | ソース（しょうゆ含む）、酢、みりん、料理酒 | 2016年04月15日 |
| O                                            | KNT-CTホールディングス               | 旅行業務およびナショナルトリップホスピタリティーサービス | 2016年03月31日 |
| O                                            | JTB                                  | 旅行業務およびナショナルトリップホスピタリティーサービス | 2016年03月31日 |
| O                                            | シスコシステムズ                     | ネットワーク製品 | 2016年06月09日 |
| O                                            | セコム                               | セキュリティサービス&プランニング | 2015年10月20日 |
| O                                            | 全日本空輸                           | 旅客航空輸送サービス | 2015年06月15日 |
| O                                            | 綜合警備保障                         | セキュリティサービス&プランニング | 2015年10月20日 |
| O                                            | 大日本印刷                           | 印刷サービス | 2016年10月31日 |
| O                                            | 大和ハウス工業                       | 施設建設&住宅開発 | 2016年07月29日 |
| O                                            | 東京ガス                             | ガス・ガス公共サービス | 2015年07月27日 |
| O                                            | 東京地下鉄                           | 旅客鉄道輸送サービス | 2016年06月07日 |
| O                                            | TOTO                                 | 水回り備品 | 2016年02月24日 |
| O                                            | 東武トップツアーズ                   | 旅行業務およびナショナルトリップホスピタリティーサービス | 2016年03月31日 |
| O                                            | 凸版印刷                             | 印刷サービス | 2016年10月31日 |
| O                                            | 成田空港                             | 空港サービス | 2019年02月22日 |
| O                                            | 日清食品ホールディングス             | カップ麺、袋麺、チルド麺、冷凍麺 | 2016年06月23日 |
| O                                            | 日本郵政                             | 郵便 | 2015年08月20日 |
| O                                            | 日本空港ビルデング                   | 空港サービス | 2019年02月22日 |
| O                                            | 日本航空                             | 旅客航空輸送サービス | 2015年06月15日 |
| O                                            | 東日本旅客鉄道                       | 旅客鉄道輸送サービス | 2016年06月07日 |
| O                                            | 久光製薬                             | 外用鎮痛消炎剤 | 2018年02月06日 |
| O                                            | 三菱電機                             | エレベーター・エスカレーター・ムービングウォーク | 2016年02月29日 |
| O                                            | ヤマトホールディングス               | 荷物輸送サービス | 2015年08月10日 |
| O                                            | リクルート                           | 人材サービス&オンライン学習および教育サービス | 2017年05月30日 |
| O                                            | 読売新聞                             | 新聞 | 2016年01月22日 |
| O                                            | 朝日新聞                             | 新聞 | 2016年01月22日 |
| O                                            | 日本経済新聞                         | 新聞 | 2016年01月22日 |
| O                                            | 毎日新聞                             | 新聞 | 2016年01月22日 |
| 東京2020パラリンピックオフィシャルサポーター |                                      | |                |
| O                                            | AOKIホールディングス                 | ビジネス&フォーマルウェア | 2018年10月11日 |
| O                                            | アグレコ                             | 仮設電源サービス | 2018年12月14日 |
| O                                            | ECC                                  | オフライン語学トレーニングサービス | 2018年10月03日 |
| O                                            | EY                                   | プロフェッショナルサービス（監査、財務、税務、プロジェクトマネジメント、企画・運営管理コンサルティング）                                                         | 2019年10月28日 |
| O                                            | オットーボック                       | 治療用医療器具、リハビリおよびモビリティーヘルスケア製品（義肢、装具、車いす含む）外骨格装置                                                                     | 2018年12月03日 |
| O                                            | KADOKAWA                             | 書籍および雑誌の出版サービス | 2019年04月10日 |
| O                                            | Google                               | インターネットにおける情報およびナビゲーションサービス | 2019年06月27日 |
| O                                            | コクヨ                               | オフィス家具&文具 | 2018年08月30日 |
| O                                            | 清水建設                             | 施設建設・土木 | 2018年10月17日 |
| O                                            | TANAKAホールディングス               | 貴金属・宝飾品 | 2019年02月21日 |
| O                                            | テクノジム                           | フィットネス機器 | 2020年01月27日 |
| O                                            | 東武タワースカイツリー               | 東京スカイツリーの電波塔および展望台の運営・管理 | 2020年07月22日 |
| O                                            | 乃村工藝社                           | 内部空間・展示空間のデザイン、設計、施工 | 2018年06月04日 |
| O                                            | パーク24                             | 駐車場サービス | 2018年08月03日 |
| O                                            | パソナ                               | 人材サービス | 2018年01月17日 |
| O                                            | ボストン・コンサルティング・グループ | プロフェッショナルサービス（戦略コンサルティング、プロジェクトマネジメント、企画・運営管理コンサルティング）                                                     | 2019年11月15日 |
| O                                            | 丸大食品                             | ハム、ソーセージ、ウインナー、ベーコン、魚肉ソーセージ、かまぼこ、ローストポーク、スペアリブ                                                                     | 2018年04月13日 |
| O                                            | モリサワ                             | フォントデザイン&開発サービス | 2018年12月06日 |
| O                                            | Yahoo! JAPAN                         | インターネットにおける情報およびナビゲーションサービス | 2019年05月31日 |
| O                                            | 産経新聞                             | 新聞 | 2018年01月04日 |
| O                                            | 北海道新聞                           | 新聞 | 2018年01月04日 |